# 塞爾維亞行政區劃
塞尔维亚行政区划是在1992年1月29日由政府法令规范，并在2007年12月29日由国民议会通过《领土组织法》加以确认。
在塞尔维亚有两种行政区划类型：政治区划类型（区域及基层自治政府：自治省、城市或市镇）、行政管理类型（中央政府行使权力而设立的行政区，以及用于统计目的而设立的统计区）。

## 政治区划

### 自治省
塞尔维亚宪法确认两个自治省（аутономна покрајина）：北部的伏伊伏丁那自治省和南部具有领土争议的科索沃和梅托希亚自治省。塞尔维亚的其他部分通称为中塞爾維亞的区域从未有过单独的区域政府机构。
伏伊伏丁那自治省有自己的议会及政府机构，在某些诸如基础设施、科学、教育及文化等事务上享有自治权。
在科索沃战争、北约领导的维和部队进入科索沃以及联合国安全理事会第1244号决议通过后，科索沃和梅托希亚自治省自1999年起移交给聯合國科索沃臨時行政當局特派團管理。2008年，科索沃政府单方面宣布脱离塞尔维亚独立，这一举动得到108个国家（包括大多数欧盟国家和美国）的承认，但未得到塞尔维亚、俄罗斯、中国、印度、巴西、阿根廷、印度尼西亚和其他87个联合国成员国（包括5个欧盟成员国）的承认。尽管塞尔维亚法律将科索沃视为塞尔维亚的其他所有部分一样，并将其划分为5个行政区，再下分为28个市镇和一个城市，但联合国特派团于2000年采用了新的科索沃行政区划。这一举动不被塞尔维亚承认，但得到自行独立的科索沃共和国的承认。

### 市镇和城市

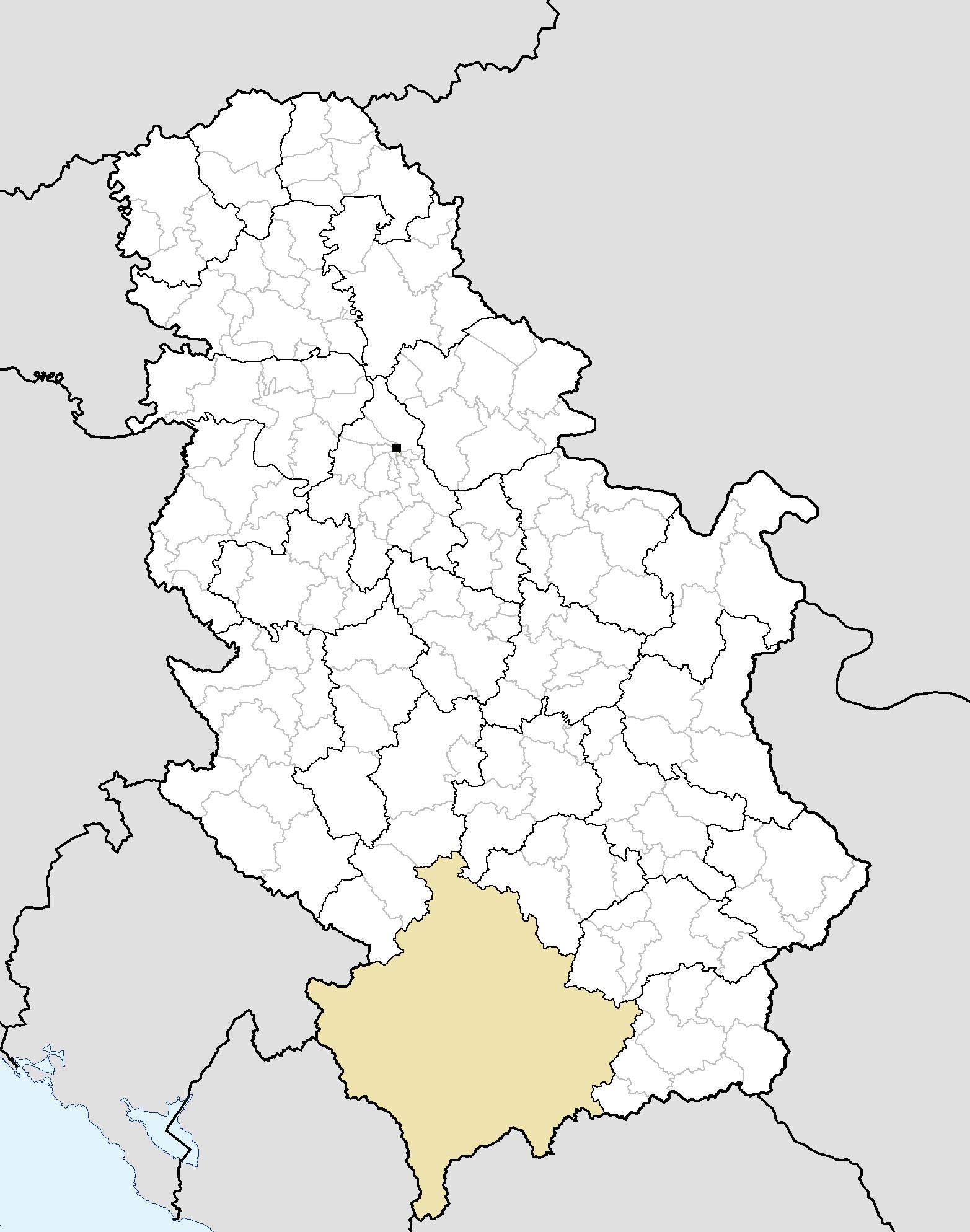
塞爾維亞的市镇及城市区划圖（不含科索沃内部划分，黑线为行政区的边界）

塞尔维亚划分为145个市镇（општинa / opština）和29个城市（град / grad）。这些是地方政府的基层行政单位。
市镇拥有自己的议会（每四年选举一次）、市镇长官、财产和预算。市镇通常有5,000至30,000名居民。市镇下分为社区，大致对应于乡村地区的定居点或村庄（多个小的村庄可能组合为一个社区，而大村庄则可能包括多个社区）。城区也可以划分为社区。社区的职责包括市镇议员和市民的沟通、组织与公共服务及社区议题相关的市民倡议。社区由通过半正式选举而产生的委员会来主持，其成员基本上是志愿者。社区的角色在乡村地区更为重要。而作为市镇中心的城区里的社区则很多已不复存在。
城市为另外一种地方政府类型。具有“城市”地位基层行政单位通常拥有超过30,000名居民，但在其他方面与市镇非常类似。塞尔维亚共有29个城市，每个城市有自己的议会和预算。只有城市才有市长，但在日常用语中市镇长官也通常被称为“市长”。城市可以进一步划分为“市辖市镇”（градске општине / gradske opštine）。贝尔格莱德、尼什、波扎雷瓦茨、乌日采和弗拉涅这六个城市下分为多个市辖市镇，分为城区和郊区部分。城市及其所属市辖市镇的职权范围有所划分。

## 行政管理区划

### 行政区
行政区（управни округ / upravni okrug）是中央政府权力的区划，纯粹作为行政区划而存在。行政区内设有各种中央政府的国家机构，如教育、警察、法院等部门。行政区的设立是为了方便国家行政机关在其所在地以外执行国家行政管理任务，因此行政长官无实权，仅相当于中央政府派驻地方的特派员。塞尔维亚全国除贝尔格莱德市之外划分为29个行政区（其中5个在科索沃和梅托希亚自治省），贝尔格莱德市具有类似行政区的地位。

### 统计区

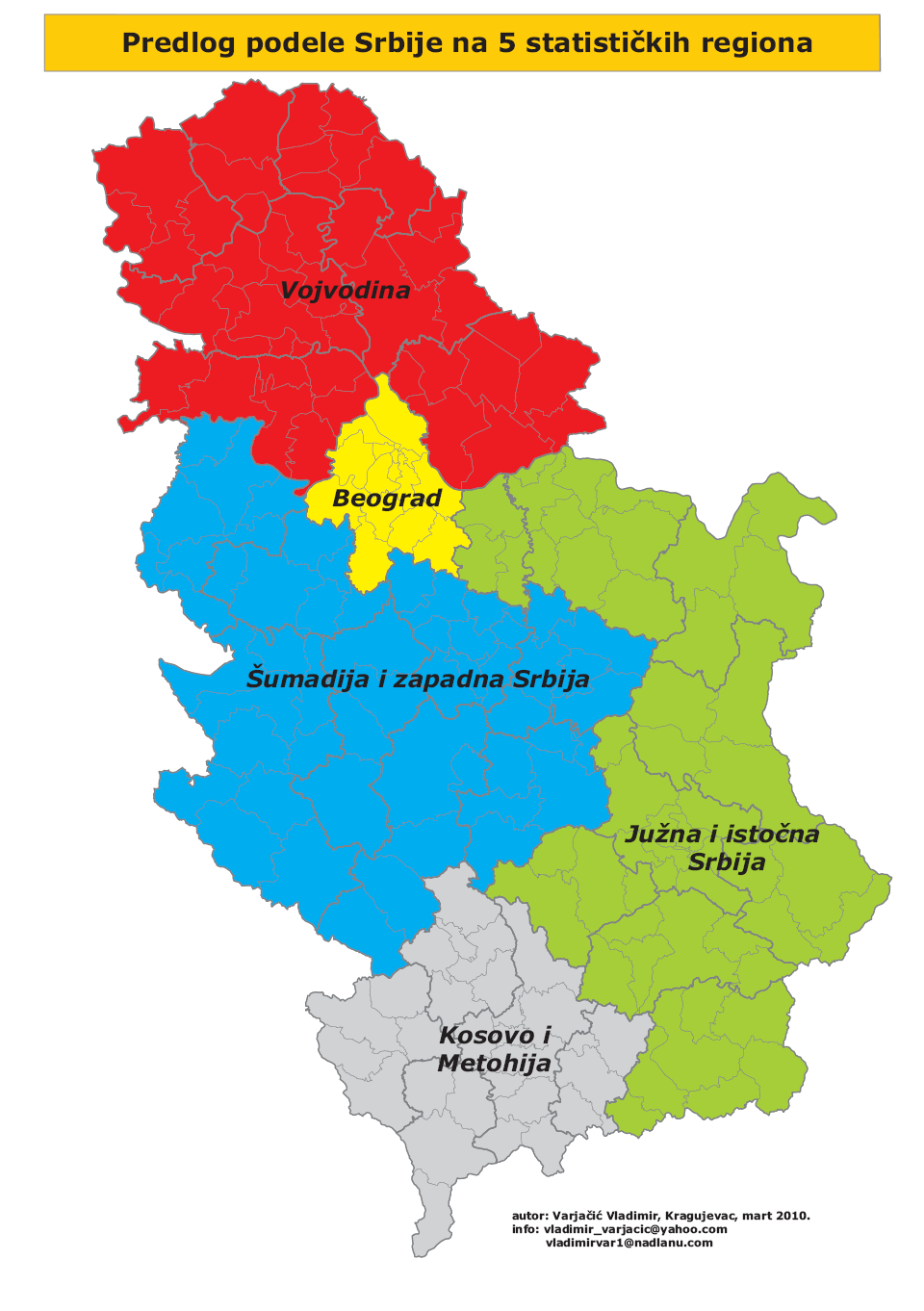
塞爾維亞的统计区划分圖（含科索沃）

统计区（статистички региони / statistički regioni）主要用于统计目的，例如塞尔维亚统计局定期发布的统计数据及人口普查数据。塞尔维亚划分为5个统计区：
- 伏伊伏丁那统计区
- 贝尔格莱德统计区
- 舒馬迪亞和塞爾維亞西部統計區
- 塞尔维亚南部和东部统计区
- 科索沃和梅托希亚统计区